# 万铁五郎
万铁五郎（1885年11月17日—1927年5月1日）是日本大正至昭和初期的洋画家。
出生于岩手县和贺郡东和町（现花卷市）。1907年，进入东京美术学校（现东京艺术大学）。1912年，加入由岸田刘生和高村光太郎组建的风山会。当时，后印象派和野兽派绘画正被介绍到日本，万铁五郎很快就引起了共鸣。文森特·梵高和亨利·马蒂斯对其影响尤为显着。他被认为是将野兽派这种当时的前卫绘画风格引入日本西洋画界的先驱，而当时的日本西洋画界是以黑田清辉等人的学院派风格为主。晚年还创作日本画并研究南画。

## 生平
- 1885年11月17日 出生于岩手县和贺郡东和町的一个商人家庭。
- 1901年 他看到了大下藤次郎的《水彩书签》，并将作品寄给大下征求批评。
- 1903年 移居东京，在早稻田中学读书期间，在白马会第二研究所（菊坂研究所）学习绘画。
- 1906年 他跟随临济宗圆觉寺派的宗胜禅师来到美国西海岸。 他立志在旧金山的一所艺术学校接受认真的培训，但同年的旧金山大地震使他的生活陷入困境，几个月后他返回了家乡。
- 1907年 考入东京美术学校西洋画科。
- 1909年 与小优结婚。
- 1911年 与日本画家广岛新太郎（后来的广岛晃甫）等人组成苦艾酒协会。
- 1912年 毕业于东京美术学校[3]。提交了《裸体之美》作为他的毕业设计。
  - 他这一时期的作品深受后印象派和野兽派的影响。
- 1912年 参加富新会第一届展览会。
- 1914-1916年 回到土泽，让妻子负责电灯公司代理的工作，全身心投入生产。野兽派的色彩已经褪去，他的作品以棕褐色为主。
- 1917年 他在二科会上展出了立体派风格的作品《倾斜的人》。
- 1919年 移居神奈川县茅崎市治病。鸟海精二、原精一等人接受培训。
- 1922年 参与创建春阳会。
- 1922年 创立铁人会，推动南画研究。
- 1927年 因肺结核在神奈川县去世。坟墓位于品川区妙光寺。
- 1984年 万铁五郎纪念馆在花卷市开馆。

## 代表作品
- 《裸体之美》 （1912），东京国立近代美术馆，重要文化财
- 《斜靠的女人》 东京国立近代美术馆
- 《红眼自画像》（1912-1913）岩手县立美术馆
- 《云自画像》（1912-1913）岩手县立博物馆
- 《黎明的风景与拉车的人》（1914年）樱地神馆
- 《无眼自画像》（1915年）岩手县立博物馆
- 《猿岸河虎乐》（1918）樱地神馆

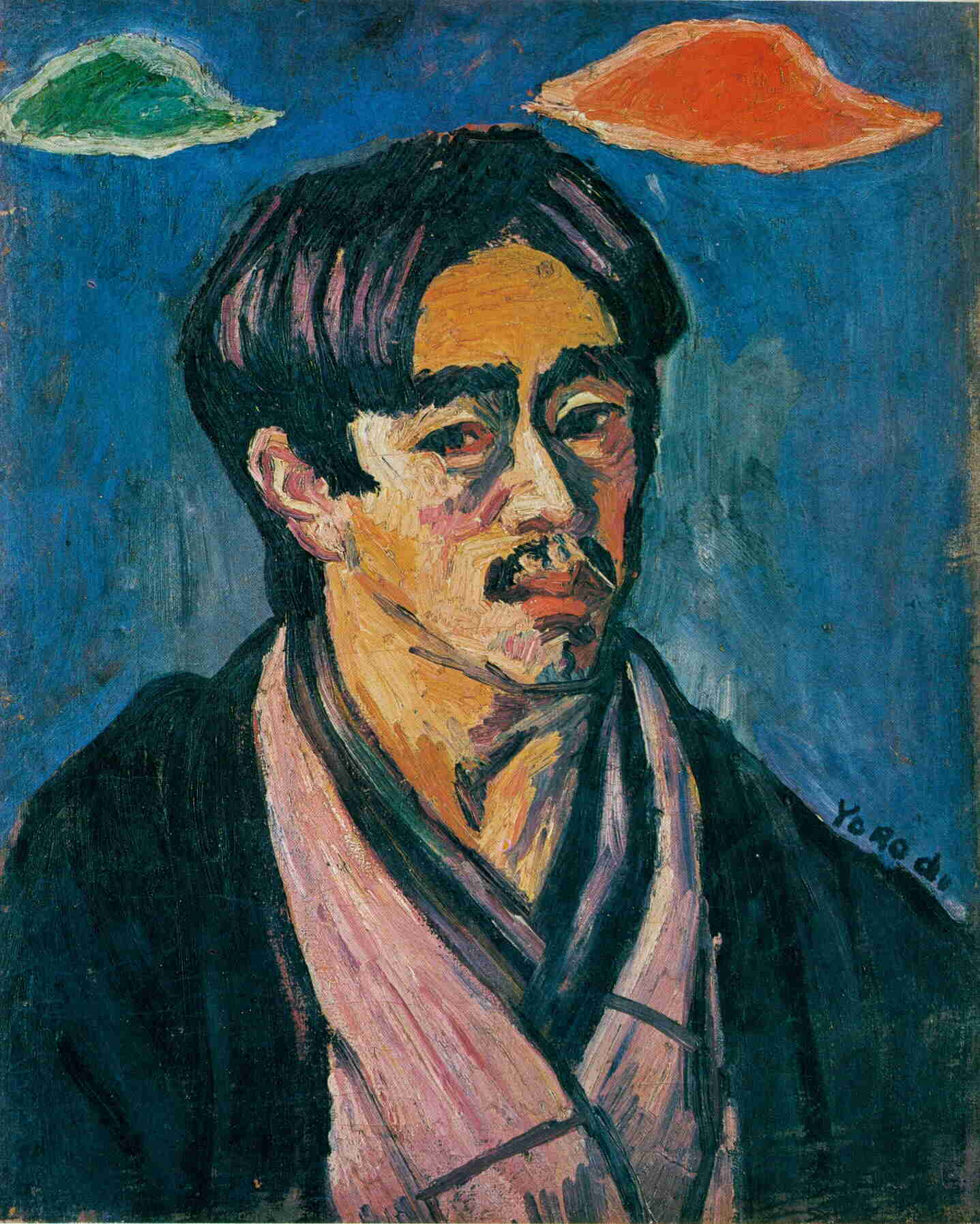
有云的自画像
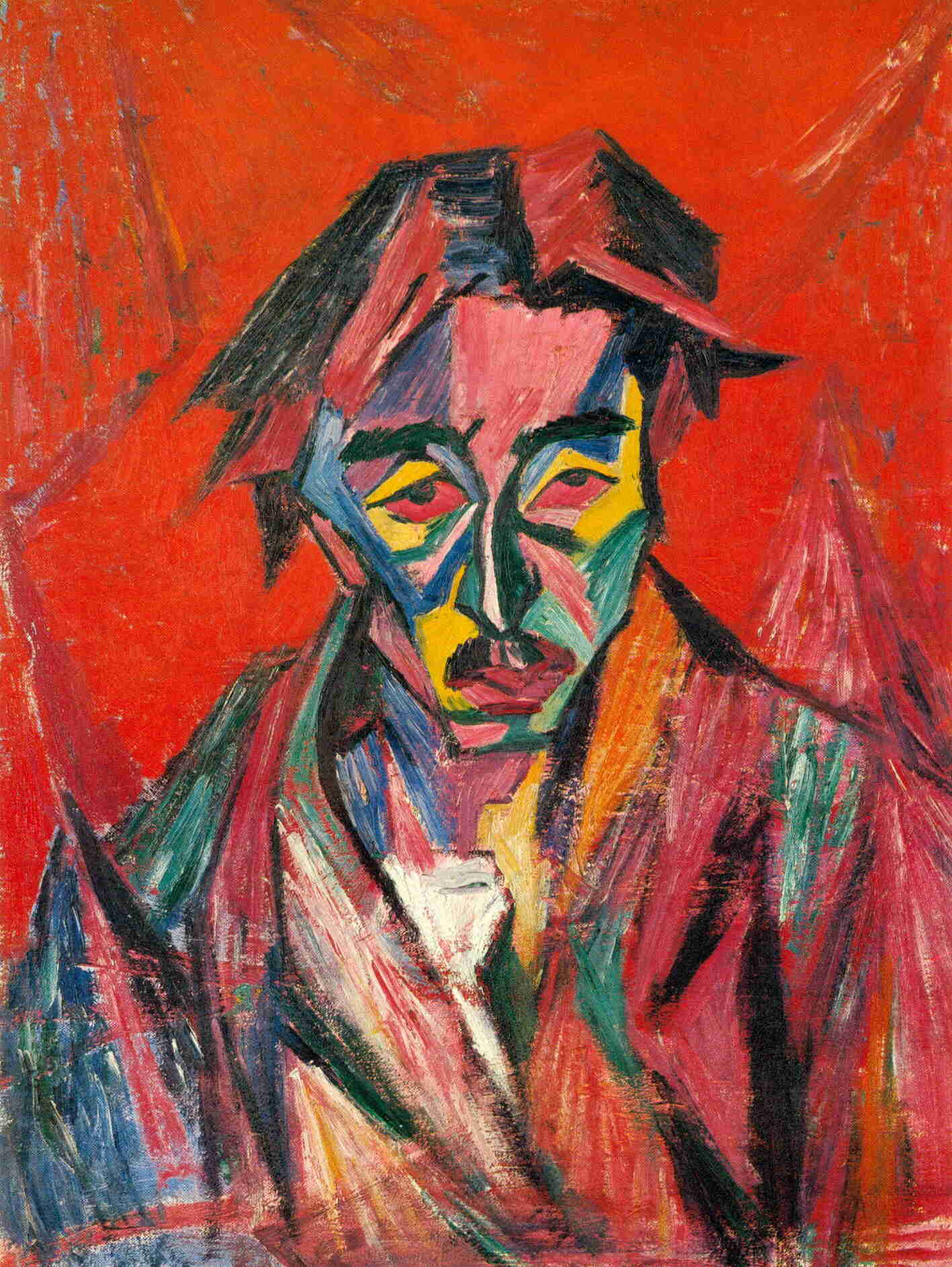
红眼自画像
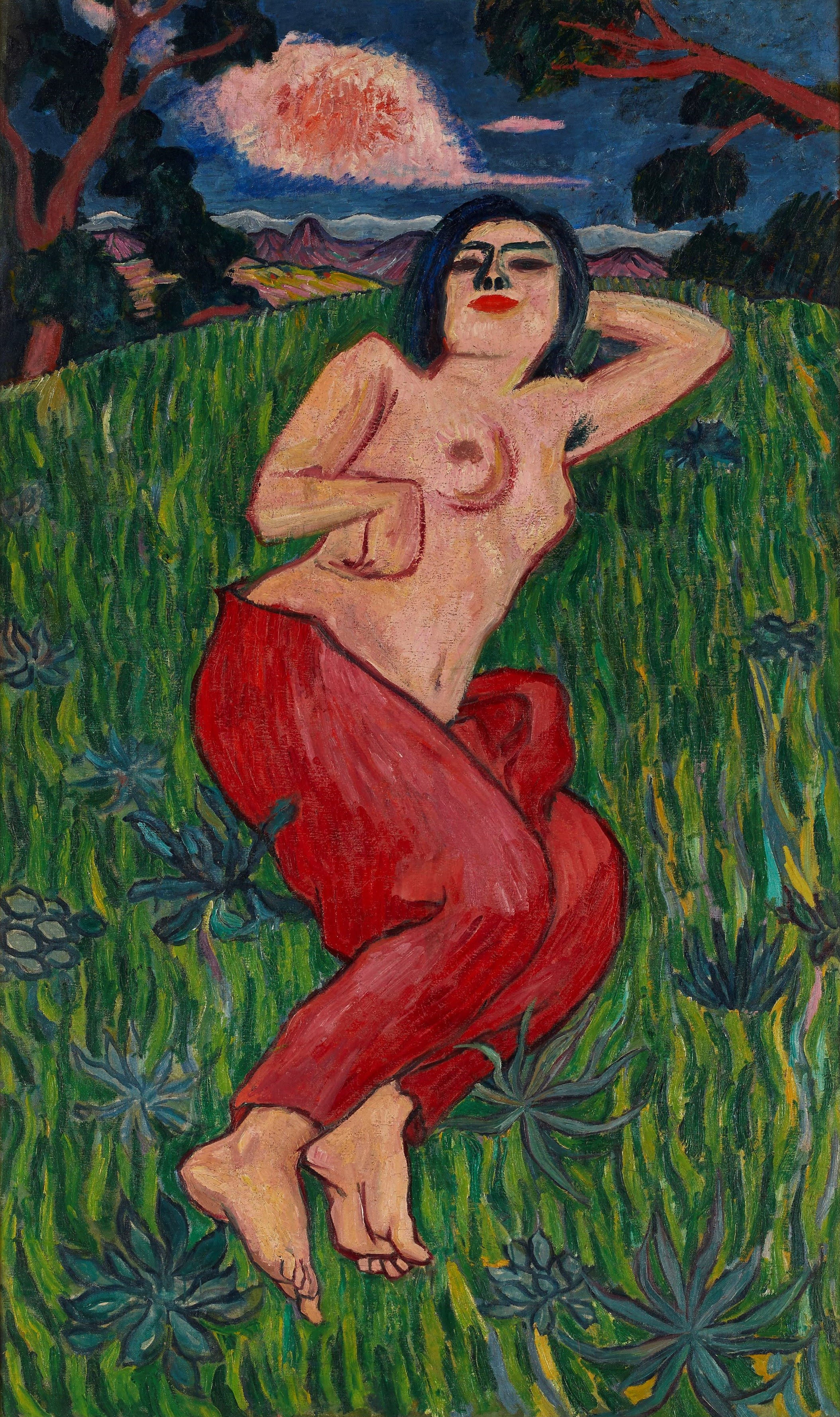
裸体之美
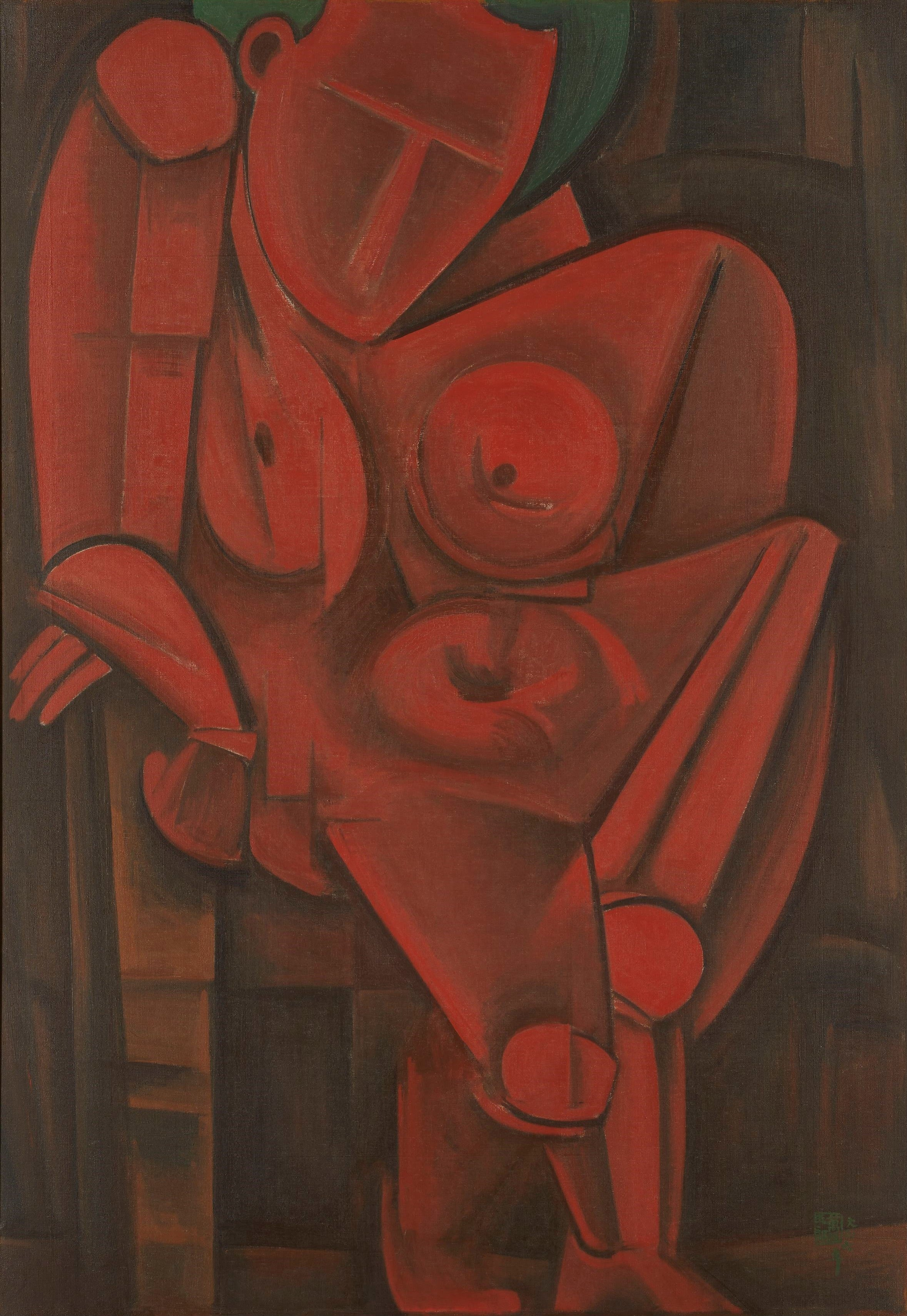
斜靠的女人

## 脚注
1. ↑  . dl.ndl.go.jp.   [2023-12-27]. （原始内容存档于2023-12-27）.
2. ↑  . dl.ndl.go.jp.   [2023-12-27]. （原始内容存档于2023-12-27）.
3. ↑  .   [2023-12-27]. （原始内容存档于2023-12-27）.